# ريجنالد جورج مالكوم
ريجنالد جورج مالكوم هو عسكري كندي، ولد في 14 يناير 1891 في أوين ساوند في كندا، وتوفي في 16 ديسمبر 1918.